# Place Alexis-Ricordeau
Pour les articles homonymes, voir Ricordeau.
La place Alexis-Ricordeau est une voie de Nantes, en France.

## Situation et accès
Située  au  Centre-ville de Nantes et à l'angle nord-est de l'hôtel-Dieu, elle est au débouché de la chaussée de la Madeleine, de l'allée de la Maison-Rouge, ainsi que des boulevards Jean-Monnet et Jean-Philippot. Sur le côté sud-est, se trouve le « restaurant universitaire Ricordeau ».
Depuis 2001 le centre de la place est occupé par une piste de Skateboard.
Depuis 2011, l'est de la place accueille le mur « tombé du ciel », une création de Royal de luxe, sur lequel une fresque réalisée par une douzaine peintres menés par David Bartex représente une galerie de portraits de 300 personnages ayant fait l’histoire, petite ou grande, de Nantes.

## Origine du nom
Elle a été baptisée à la mémoire d'Alexis Ricordeau, avocat né à Nantes qui fut bâtonnier du barreau de la ville et premier président du conseil d'administration de l'hôtel-Dieu de Nantes, ainsi que maire de Saffré de 1902 à 1931 (année de sa mort).

## Historique
Selon les indications de l'historien Paul de Berthou (1859-1933), c'est à cet emplacement que se dressait un monument expiatoire dit de « Notre-Dame-de-Crée-Lait » — croix de pierre ou calvaire — érigé en mémoire de l'exécution de Gilles de Rais en 1440, qui a eu lieu sur l'île de Grande Biesse. Cet endroit devient un lieu de pèlerinage pour femmes enceintes,,. Les vestiges de ce petit monument sont actuellement conservés au musée départemental Thomas-Dobrée,.
Elle se trouve à l'emplacement de l'ancien « square de l'Hôtel-Dieu » et de la « place de l'Hôtel-Dieu » qui, avant la Seconde Guerre mondiale, marquaient l'entrée principale de l'hôpital, orientée sud-ouest, devant laquelle se trouvait également la « promenade Maisonneuve ».
Lorsque l'hôtel-Dieu, détruit par les bombardements, fut reconstruit, à partir de 1961, son emprise fut décalée d'une cinquantaine de mètres vers l'ouest pour permettre l'aménagement du futur « boulevard Jean-Monnet ». Ainsi, l'actuelle entrée du complexe hospitalier se trouve désormais à l'extrémité occidentale de la place, après la disparition du « square Chassaignac », remplacé par un carrefour giratoire double, et de l'« allée Charles-Mirallié », qui desservait l'entrée de l'hôtel-Dieu.

## Bâtiments remarquables et lieux de mémoire
- Le Mur tombé du ciel, fresque réalisée en 2011.